# Zeche Lilie
Die Zeche Lilie in Wetter-Sandberg ist ein ehemaliges Steinkohlenbergwerk. Das Bergwerk hat eine über 270-jährige Bergwerksgeschichte. Während dieser Zeit war das Bergwerk mehrfach für längere Zeit außer Betrieb gesetzt. Das Bergwerk befand sich gemäß der Niemeyerschen Karte in einem Waldgebiet zwischen der Straße Im Blumenthal, der Voßhöveler Straße und der Linnenbecke.

## Geschichte
Bereits im Jahr 1660 wurde die Mutung eingelegt. Am 3. Februar 1661 wurde ein Längenfeld verliehen. Bei diesem Längenfeld handelte es sich um ein ins bergfreie gefallenes Feld, Grund für diese Maßnahme war die Nichtzahlung des Zehnten. Im Jahr 1737 war das Bergwerk in Betrieb. Im Jahr 1739 wurde das Bergwerk vermessen. Die Kohlen des Bergwerks waren von minderer Qualität und konnten nur zum Kalkbrennen gebraucht werden. In den Jahren 1754 bis 1756 war das Bergwerk in Betrieb, es waren in dieser Zeit drei Bergleute auf dem Bergwerk beschäftigt. Gemäß den Aufzeichnungen des Amtes Wetter war im Jahr 1755 Johann Diedrich Belert als Schichtmeister auf dem Bergwerk tätig, Gewerke waren Varney und Boving.
In den Jahren 1761 und 1762 war das Bergwerk nachweislich in Betrieb. Im Jahr 1766 wurde das Bergwerk erneut vermessen. Im Jahr 1787 war das Bergwerk in der Niemeyerschen Karte eingetragen. In der Karte waren einige verstreute Pingen, jedoch keine Stollen eingetragen. Ab 1796 war das Bergwerk zeitweise in Betrieb. Ab dem Jahr 1804 war das Bergwerk dann außer Betrieb. Im Juli des Jahres 1825 wurde das Bergwerk wieder in Betrieb genommen. Der Abbau wurde im Bereich des Schachtes Luther durchgeführt. Im selben Jahr wurde begonnen, einen neuen Schacht abzuteufen. Im Jahr 1827 wurde nur zeitweise Abbau betrieben. Im Oktober des Jahres 1828 wurde das Bergwerk stillgelegt. Im Januar des Jahres 1933 wurde das Bergwerk wieder in Betrieb genommen. Aus diesem Jahr stammen auch die einzigen Förderzahlen, mit einem Bergmann wurden 525 Tonnen Steinkohle abgebaut. Im Februar des Jahres 1934 wurde die Förderung erneut eingestellt. Am 17. April desselben Jahres wurde die Zeche Lilie endgültig stillgelegt.